# Colophon cameroni
Colophon cameroni es una especie de coleóptero de la familia Lucanidae.

## Distribución geográfica
Habita en Sudáfrica.